# Gråhorna
Gråhorna är en bergstopp i Antarktis. Den ligger i Östantarktis. Norge gör anspråk på området. Toppen på Gråhorna är 2 196 meter över havet.
Terrängen runt Gråhorna är kuperad åt nordost, men åt sydväst är den platt. Trakten är obefolkad. Det finns inga samhällen i närheten. 